# Tom Hardy
Edward Thomas Hardy CBE (Hammersmith, 1977. szeptember 15. –) brit színész, producer.
Legismertebb filmszerepei: Eddie Brock a Venom (2018) című szuperhősfilmben, Eames az Eredet (2010) című sci-fiben, Ricki Tarr a Suszter, szabó, baka, kém (2011) című kémfilmben, Bane A sötét lovag – Felemelkedés című Batman-filmben, valamint John Fitzgerald A visszatérő című életrajzi drámában. Utóbbival 2016-ban legjobb férfi mellékszereplőként Oscar-díjra jelölték.
A filmek mellett feltűnt Az elit alakulat (2001), A szűz királynő (2005), a Twist Olivér (2007), az Üvöltő szelek (2009), a Gengszterbirodalom (2009) és a Birmingham bandája (2014–) című televíziós sorozatokban is. A 2017-es Tabu drámasorozatot megalkotóként, producerként és főszereplőként jegyzi.
Hardy színpadi színészként is aktív és elismert művész.

## Fiatalkora
London Hammersmith városrészében született. Édesanyja Rebecca Amy Kehoe ír katolikus családból származó művész, édesapja Edward "Chips" Hardy író. Hardy a Drama Centre London növendéke volt, ahol Sir Anthony Hopkins mentorálta.

## Pályafutása
Színészi karrierjét az HBO és BBC közös gyártású, Az elit alakulat című minisorozatában kezdte meg. Első mozis szerepe Ridley Scott A Sólyom végveszélyben című háborús filmjében volt 2001-ben. 2009-ben a Charles Bronson elítélt életéről szóló szerepért közel húsz kilogramm izmot szedett fel.
2010-ben Christopher Nolan Eredet című sci-fi-thrillerében szerepelt Leonardo DiCaprio és Joseph Gordon-Levitt oldalán, alakítását BAFTA-díjjal jutalmazták. 2011-ben Gary Oldman és Colin Firth partnere volt a Suszter, szabó, baka, kém című könyvadaptációban. A film alapjául John le Carré azonos című regénye szolgált. 2012-ben Bane-t formálta meg Nolan A sötét lovag – Felemelkedés című szuperhősfilmjében.

## Magánélete
Első feleségétől, Sarah Wardtól öt év házasság után 2004-ben vált el. Korábbi barátnőjétől 2008-ban fia született.
2010 júliusában, egy év randevúzás után eljegyezte Charlotte Riley színésznőt, akivel az Üvöltő szelek televíziós sorozat forgatásán ismerkedett meg.
Húszas évei elején alkohol- és kokainfüggőségével küzdött, majd bejelentkezett egy rehabilitációs intézetbe és 2003 óta tiszta.
Második gyermeke 2015-ben született.

## Filmográfia

### Film
| Év   | Magyar cím                                        | Eredeti cím                 | Szerep                                   | Magyar hang         | Rendező                     |
| ---- | ------------------------------------------------- | --------------------------- | ---------------------------------------- | ------------------- | --------------------------- |
| 2001 | A Sólyom végveszélyben                            | Black Hawk Down             | Lance Twombly                            | Rajkai Zoltán       | Ridley Scott                |
| 2002 | Idegenlégió                                       | Deserter                    | Pascal Dupont                            | Király Attila       | Martin Huberty              |
| 2002 | Star Trek – Nemezis                               | Star Trek: Nemesis          | Shinzon                                  | Rába Roland         | Stuart Baird                |
| 2003 | Ördögi Színjáték – A Pap, a Várúr és a Boszorkány | The Reckoning               | Straw                                    | Dányi Krisztián     | Paul McGuigan               |
| 2003 | Az utolsó pillanat                                | Dot the I                   | Tom                                      | Seder Gábor         | Matthew Parkhill            |
| 2003 |                                                   | LD 50 Lethal Dose           | Matt                                     |                     | Simon De Selva              |
| 2004 | Torta                                             | Layer Cake                  | Clarkie                                  | Tzafetás Roland     | Matthew Vaughn              |
| 2006 | Marie Antoinette                                  | Marie Antoinette            | Raumont                                  |                     | Sofia Coppola               |
| 2006 | Minotaur                                          | Minotaur                    | Theo                                     | Barabás Kiss Zoltán | Jonathan English            |
| 2006 | Szex és szerelem                                  | Scenes of a Sexual Nature   | Noel                                     | Hujber Ferenc       | Ed Blum                     |
| 2007 | Árvíz                                             | Flood                       | Zack                                     | Szabó Máté          | Tony Mitchell               |
| 2007 |                                                   | WΔZ                         | Pierre Jackson                           |                     | Tom Shankland               |
| 2007 |                                                   | The Inheritance             | apa                                      |                     | Charles-Henri Belleville    |
| 2008 |                                                   | Sucker Punch                | Rodders                                  |                     | Malcolm Martin              |
| 2008 | Spíler                                            | RocknRolla                  | Csini Bob                                | Nagy Zsolt          | Guy Ritchie                 |
| 2008 | Bronson                                           | Bronson                     | Charles Bronson / Michael Peteson        | László Zsolt        | Nicolas Winding Refn        |
| 2009 | A kód                                             | Thick as Thieves            | Michaels nyomozó                         | Hujber Ferenc       | Mimi Leder                  |
| 2010 | Eredet                                            | Inception                   | Eames                                    | Király Attila       | Christopher Nolan (1.)      |
| 2011 | Suszter, szabó, baka, kém                         | Tinker Tailor Soldier Spy   | Ricki Tarr                               | Viczián Ottó        | Tomas Alfredson             |
| 2011 | Warrior – A végső menet                           | Warrior                     | Tommy Riordan Conlon                     | Király Attila       | Gavin O’Connor              |
| 2012 | Kémes hármas                                      | This Means War              | Tuck Hansen                              | Király Attila       | McG                         |
| 2012 | A sötét lovag – Felemelkedés                      | The Dark Knight Rises       | Bane / Dorrance                          | László Zsolt        | Christopher Nolan (2.)      |
| 2012 | Fékezhetetlen                                     | Lawless                     | Forrest Bondurant                        | Bozsó Péter         | John Hillcoat               |
| 2013 | Locke – Nincs visszaút                            | Locke                       | Ivan Locke                               | Szabó Máté          | Steven Knight               |
| 2014 | Piszkos pénz                                      | The Drop                    | Bob Saginowski                           | László Zsolt        | Michaël R. Roskam           |
| 2015 | A 44. gyermek                                     | Child 44                    | Leo Demidov                              | Király Attila       | Daniel Espinosa             |
| 2015 | Mad Max – A harag útja                            | Mad Max: Fury Road          | Max Rockatansky                          | Király Attila       | George Miller               |
| 2015 | Legenda                                           | Legend                      | Ronald és Reginald Kray                  | Király Attila       | Brian Helgeland             |
| 2015 | A visszatérő                                      | The Revenant                | John Fitzgerald                          | Király Attila       | Alejandro González Iñárritu |
| 2017 | Dunkirk                                           | Dunkirk                     | Farrier                                  | Király Attila       | Christopher Nolan (3.)      |
| 2017 | Star Wars VIII. rész – Az utolsó jedik            | Star Wars: The Last Jedi    | Elsőrendű Rohamosztagos (törölt jelenet) | nem szólal meg      | Rian Johnson                |
| 2018 | Venom                                             | Venom                       | Eddie Brock / Venom                      | Király Attila       | Ruben Fleischer             |
| 2020 | Capone                                            | Capone                      | Al Capone                                | Király Attila       | Josh Trank                  |
| 2021 | Venom 2. – Vérontó                                | Venom: Let There Be Carnage | Eddie Brock / Venom                      | Király Attila       | Andy Serkis                 |
| 2021 | Pókember: Nincs hazaút                            | Spider-Man: No Way Home     | Eddie Brock / Venom                      | Király Attila       | Jon Watts                   |
| 2023 | Motorosok                                         | The Bikeriders              | Johnny                                   | Király Attila       | Jeff Nichols                |
| 2024 | Venom – Az utolsó menet                           | Venom: The Last Dance       | Eddie Brock / Venom                      | Király Attila       | Kelly Marcel                |
| 2025 | Pusztítás                                         | Havoc                       | Walker                                   | Király Attila       | Gareth Evans                |

### Televízió
| Év        | Magyar cím                   | Eredeti cím                       | Szerep                          | Magyar hang      | Megjegyzések                                            |
| --------- | ---------------------------- | --------------------------------- | ------------------------------- | ---------------- | ------------------------------------------------------- |
| 2001      | Az elit alakulat             | Band of Brothers                  | John Janovec                    |                  | minisorozat (2 epizód)                                  |
| 2005      | Szökés a Colditz-ból         | Colditz                           | Jack Rose                       | Zámbori Soma     | minisorozat (2 epizód)                                  |
| 2005      | A szűz királynő              | The Virgin Queen                  | Robert Dudley, Leicester grófja | Varga Gábor      | minisorozat (3 epizód)                                  |
| 2005      | Gideon lánya                 | Gideon's Daughter                 | Andrew                          |                  | tévéfilm                                                |
| 2006      |                              | A for Andromeda                   | John Fleming                    |                  | tévéfilm                                                |
| 2006      |                              | Sweeney Todd                      | Matthew                         |                  | tévéfilm                                                |
| 2007      |                              | Cape Wrath                        | Jack Donnelly                   |                  | 5 epizód                                                |
| 2007      | Twist Olivér                 | Oliver Twist                      | Bill Sikes                      | Czvetkó Sándor   | minisorozat (5 epizód)                                  |
| 2007      | Stuart: Visszapörgetett élet | Stuart: A Life Backwards          | Stuart Shorter                  | Orosz Ákos       | tévéfilm                                                |
| 2008      | Üvöltő szelek                | Wuthering Heights                 | Heathcliff                      | Schneider Zoltán | minisorozat (2 epizód)                                  |
| 2009      | Gengszterbirodalom           | The Take                          | Freddie                         |                  | 4 epizód                                                |
| 2013      |                              | Driven to Extremes                | önmaga                          |                  | 1 epizód                                                |
| 2013      |                              | Poaching Wars                     | önmaga                          |                  | 2 epizód (vezető producer)                              |
| 2014–2022 | Birmingham bandája           | Peaky Blinders                    | Alfie Solomons                  |                  | főszereplő                                              |
| 2016–2021 |                              | CBeebies Bedtime Stories          | önmaga (mesélő)                 |                  |                                                         |
| 2017      | Tabu                         | Taboo                             | James Delaney                   | Király Attila    | - főszereplő (8 epizód) - megalkotó és vezető producer  |
| 2018      |                              | Sticky                            | Herbert Maloney                 |                  |                                                         |
| 2019      | Karácsonyi ének              | A Christmas Carol                 | nem szerepel                    | –                | vezető producer                                         |
| 2020      |                              | All or Nothing: Tottenham Hotspur | narrátor                        |                  | dokumentumfilm                                          |
| 2025      | Gengsztervilág               | MobLand                           | Harry Da Souza                  | Király Attila    | - főszereplő (10 epizód) - megalkotó és vezető producer |

## Fordítás
- Ez a szócikk részben vagy egészben  a   Tom Hardy című angol Wikipédia-szócikk ezen változatának fordításán alapul.  Az eredeti cikk szerkesztőit annak laptörténete sorolja fel. Ez a jelzés csupán a megfogalmazás eredetét és a szerzői jogokat jelzi, nem szolgál a cikkben szereplő információk forrásmegjelöléseként.